# Mail.com
Mail.com é um portal web provedor de serviços de email de propriedade da empresa Alemã United Internet. Oferece artigos de notícias e webmail gratuito e com armazenamento ilimitado.

## Recursos
Mail.com oferece webmail de armazenamento ilimitado gratuito, porém com anúncios, possibilita a escolha de 200 domínios diferentes, armazenamento online, importação de email de outros servidores, acesso mobile, agenda online, proteção contra vírus e integração com facebook.

### Email
Recurso de armazenamento ilimitado de email e anexos de até 50MB. Além de poder escolher entre 200 domínios diferentes. O usuário também pode configurar o mail.com para importar e receber emails de outras contas.

### Domínios
O Usuário pode escolher entre mais de 200 domínios, podendo ser relacionado a continentes; emprego;  passatempo; tecnologia; músicas; Estados Unidos; Países e espiritual.

### Armazenamento
Mail.com oferece armazenamento ilimitado para e-mails e armazenamento de 2 GB para arquivos online.

### Interface
Após a United Internet adquirir o Mail.com, a interface do usuário foi revisada e substituída por uma interface que permite a visualização, leitura e escrita de e-mails em abas separadas. Além do suporte a drag and drop e acesso a menu de contesto, tornando-o semelhante a clientes de e-mail para desktop. O mail.com também possui suporte a temas, permitindo alterar a aparência da caixa de entrada.

### Agenda
A agenda do Mail.com permite o usuário a agendar tarefas e eventos, semelhante as agenda de desktop. Além disso, também permite o usuário definir lembretes, convidar pessoas e importar e exportar dados em formatos *.ics e *.csv.

### Mobile
Mail.com oferece aplicativos a usuários do Android e iOS.

## História
Mail.com foi originalmente formada em 1995 como Vanity Mail Services, por Gerald Gorman, um banqueiro de investimento na Donaldson, Lufkin & Jenrette e Millin Gary, um estudante de Harvard Business School, na época.